# Adriaan van Montfoort
Adrianus Hermanus (Adriaan) van Montfoort (Heerhugowaard, 8 juni 1917 – Woerden, 18 december 2010) was een Nederlands politicus van de KVP.
Hij werd geboren in Heerhugowaard als zoon van een stationschef maar groeide op in Uitgeest. Na het gymnasium ging hij werken als volontair bij de gemeente Uitgeest en na anderhalf jaar kreeg hij in 1939 een aanstelling als jongste ambtenaar bij de gemeentesecretarie van Uithoorn. Na doorlopen van alle rangen werd hij daar in juni 1957 de gemeentesecretaris. In maart 1965 werd Van Montfoort benoemd tot burgemeester van Nieuwkoop waar hij in februari 1978 vervroegd met pensioen ging. Van Montfoort overleed eind 2010 op 93-jarige leeftijd.